# Dasychira elgonensis
Dasychira elgonensis är en fjärilsart som beskrevs av Collenette 1939. Dasychira elgonensis ingår i släktet Dasychira och familjen tofsspinnare. Inga underarter finns listade i Catalogue of Life.